# The Hawkeye Initiative
The Hawkeye Initiative es una página satírica de Tumblr similar a Women in Refrigerators que comenta sobre la representación y el tratamiento de personajes femeninos y superhéroes en las revistas de cómics. El sitio presenta fan art del personaje de Marvel Comics, Ojo de Halcón (Clint Barton), en varias poses realizadas por personajes femeninos que los artistas creen que son físicamente imposibles o sexualmente provocativas. La intención del sitio se expresa como «llamar la atención sobre cómo se dibujan en los cómics las mujeres deformadas, hipersexualizadas y vestidas de manera poco realista». El sitio afirma además que estas poses se consideran normales y pasan desapercibidas para muchos lectores cuando las realizan superhéroes femeninas.

## Orígenes
Una serie de comentaristas habían discutido lo absurdo de la «pose de superhéroe femenina fuerte» en 2011-2012, y se produjeron algunas recreaciones fotográficas con intercambio de género. La página de The Hawkeye Iniciative enumera cuatro publicaciones de blog en su página 'Orígenes', incluida la sugerencia de la fórmula específica realizada por el dibujante de cómics ND Stevenson a finales de 2012. La primera imagen de este tipo con cambio de género fue dibujada por el dibujante de cómics Blue. La razón detrás de elegir a Ojo de Halcón en particular (aunque en el caso de poses que involucran a más de un personaje femenino, también se usan el Capitán América y otros Vengadores conocidos) se debe al hecho de que el primer ejemplo de Blue implicó intercambiar a Viuda Negra y Ojo de Halcón en la portada del cómic del mismo nombre. Stevenson y Blue luego pidieron a otros artistas que hicieran lo mismo.
Poco después siguió el sitio web de The Hawkeye Iniciative, creado y mantenido por Skjaldmeyja. El 5 de diciembre de 2018, el nombre de dominio del sitio web expiró y aún se puede acceder al blog en la dirección thehawkeyeinitiative.tumblr.com.

## Recepción de la crítica
En diciembre de 2012, The Daily Dot nombró a ND Stevenson como uno de los «10 fanes más influyentes de 2012» por su trabajo en The Hawkeye Iniciative.

## Recepción
La recepción hacia el sitio web ha sido mixta. Algunos lectores han criticado el sitio, mientras que otros, como Gail Simone, lo han apoyado abiertamente como «lo mejor en la historia de cualquier cosa histórica en el universo o en cualquier otro lugar». The A.V. Club comentó que aunque la elección de Ojo de Halcón fue arbitraria, «convertirlo en el rostro de un proyecto de cómic feminista encaja con el personaje que Matt Fraction ha establecido en esta serie».
Los detractores del sitio han comentado que algunas de las imágenes son contraproducentes para la intención del sitio. La gente ha expresado que las imágenes «no dan en el blanco» al reproducirse más para reír o dibujarse sexys «por diversión, lo que puede hacer que sea aún más difícil para la gente entender que va más allá del humor».